# بلاك تيري
بلاك تيري (بالإسبانية: Black Terry)‏ هو مصارع محترف مكسيكي، ولد في 3 سبتمبر 1952 في غوادالاخارا في المكسيك.

## روابط خارجية
- بلاك تيري على موقع CageMatch worker (الإنجليزية)